# Теорема про замкнуті підгрупи
Теорема про замкнуті підгрупи — твердження у теорії груп Лі про те, що кожна замкнута підгрупа групи Лі є вкладеною підгрупою Лі (тобто вона успадковує свою топологічну і диференційовну структуру із основної групи). У твердженні теореми вимагається лише щоб підгрупа була також замкнутою множиною і на основі лише цього факту доводиться, що дана група також є вкладеним підмноговидом і відповідно вкладеною підгрупою Лі. 
Оскільки підгрупа Лі є вкладеною тоді і тільки тоді коли вона є замкнутою то звідси одержується, що (абстрактна) підгрупа є вкладеною підгрупою Лі тоді і тільки тоді коли вона є замкненою підмножиною. 
Значення теореми полягає в тому, що вона дає змогу знайти багато прикладів груп Лі і для доведення їх приналежності до цих груп достатньо довести їх замкнутість у деяких підгрупах Лі, що часто є відносно просто. Наприклад спеціальні лінійні групи чи ортогональні групи є замкнутими підгрупами загальних лінійних груп.

## Доведення
Нехай G — група Лі, {\displaystyle {\mathfrak {g}}} — її алгебра Лі, H — замкнута підгрупа у G. Для доведення потрібна лема щодо властивостей експоненціального відображення.
Лема: Нехай {\displaystyle X,Y\in {\mathfrak {g}}.} Тоді:
{\displaystyle \lim _{n\to \infty }n\log(\exp(n^{-1}X)\exp(n^{-1}Y))=X+Y.}
Експоненційне і логарифмічне відображення є локальними дифеоморфізмами в {\displaystyle 0\in {\mathfrak {g}}} і {\displaystyle e\in G} відповідно. Їх диференціали у цих точках є одиничними відображеннями (при стандартній ідентифікації простору {\displaystyle {\mathfrak {g}}} і його дотичного простору в нулі).
Відображення {\displaystyle \psi :{\mathfrak {g}}\times {\mathfrak {g}}\to G,\;\;(X,Y)\to \exp X\exp Y} має диференціал у точці (0,0) рівний {\displaystyle T_{(0,0)}\psi (X,Y)=X+Y.} Відображення {\displaystyle \log \circ \psi } є визначеним у деякому околі точки (0,0) і його диференціал у цій точці задається як {\displaystyle (X,Y)\to X+Y.} Відповідно для (X,Y) достатньо близьких до  (0,0):
{\displaystyle \log(\exp(X)\exp(Y))=X+Y+\rho (X,Y),}
де {\displaystyle \rho (X,Y)=o(|X|+|Y|)} при {\displaystyle (X,Y)\to (0,0)} (вибір норми у цьому випадку може бути довільним). Звідси:
{\displaystyle \lim _{n\to \infty }n\log(\exp(n^{-1}X)\exp(n^{-1}Y))=\lim _{n\to \infty }n(n^{-1}X+n^{-1}Y+o(n^{-1}))=X+Y.}
Розглянемо тепер множину T елементами якої є вектори {\displaystyle X\in {\mathfrak {g}}} для яких існують послідовності {\displaystyle X_{n}\in {\mathfrak {g}},\;a_{n}\in \mathbb {R} ,} такі що {\displaystyle \exp X_{n}\in H,\;\lim X_{n}=0,\;\lim a_{n}X_{n}=X.} Очевидно, що {\displaystyle 0\in T} і з {\displaystyle X\in T} випливає {\displaystyle \mathbb {R} X\subset T.}
Тоді {\displaystyle \exp X\in H,\;\forall X\in T.} Справді, якщо {\displaystyle X\neq 0,} то в позначеннях вище {\displaystyle |a_{n}|\to \infty .} Нехай {\displaystyle m_{n}\in \mathbb {Z} } — такі числа, що {\displaystyle a_{n}\in [m_{n},m_{n}+1].} Тоді {\displaystyle |m_{n}|\to \infty } і {\displaystyle a_{n}/m_{n}\to 1.} Звідси {\displaystyle m_{n}X_{n}\to X} і {\displaystyle \exp X=\lim _{n\to \infty }(\exp(X_{n}))^{m_{n}}\in {\bar {H}}=H.}
Також T є лінійним підпростором {\displaystyle {\mathfrak {g}}.} Дійсно нехай {\displaystyle X,Y\in T.} Позначимо {\displaystyle X_{n}=X/n,\;Y_{n}=Y/n} і, для достатньо великих n, {\displaystyle \;Z_{n}=\log(\exp X_{n}\exp Y_{n}).} Тоді {\displaystyle \exp Z_{n}=\exp X_{n}\exp Y_{n}\in H,} а також {\displaystyle Z_{n}\to 0} і (використовуючи доведену лему) {\displaystyle nZ_{n}\to X+Y,} звідки {\displaystyle X+Y\in T.}
Нехай {\displaystyle {\mathfrak {g}}=S\oplus T} і {\displaystyle \phi :(X,Y)\to \exp X\exp Y} — гладке відображення із {\displaystyle S\times T\to G} із диференціалом у точці (0,0) рівним {\displaystyle T_{(0,0)}\phi (\xi ,\theta )=\xi +\theta .} Даний диференціал є бієкцією, а отже {\displaystyle \phi }  є локальним дифеоморфізмом у точці (0,0). Тому існують відкриті околи початку координат {\displaystyle \Omega _{T}\subset T,\;\Omega _{S}\subset S} при яких {\displaystyle \phi } є дифеоморфізмом {\displaystyle \Omega _{S}\times \Omega _{T}} на відкриту підмножину {\displaystyle e\in U\subset G.} Якщо для достатньо малих {\displaystyle \Omega _{T},\Omega _{S}} при цьому {\displaystyle \phi (0\times \Omega _{T})=U\cap H} то це задасть диференційовну структуру в околі одиниці підгрупи H, а тому і на всій групі і H буде вкладеною підгрупою Лі.
Припустимо, що вказане твердження не є вірним. Нехай {\displaystyle \Omega _{T}^{k},\;\Omega _{S}^{k}} спадні послідовності околів для яких {\displaystyle \Omega _{S}^{k}\times \Omega _{T}^{k}\to 0.} Згідно припущення для всіх {\displaystyle k} існує елемент {\displaystyle h_{k}\in \phi (\Omega _{S}^{k}\times \Omega _{T}^{k})\cap H,} такий що {\displaystyle h_{k}\not \in \phi (0\times \Omega _{T}^{k}).}
Існують єдині {\displaystyle 0\neq X_{k}\in \Omega _{S}^{k},\;Y_{k}\in \Omega _{T}^{k},} що {\displaystyle h_{k}=\phi (X_{k},Y_{k})=\exp X_{k}\exp Y_{k}.} Тому {\displaystyle X_{k}} є послідовністю у {\displaystyle S\setminus \{0\},} що збігається до нуля і {\displaystyle \exp X_{k}=h_{k}\exp(-Y_{k})\in H.} Ввівши довільну норму на S і розглянувши послідовність {\displaystyle X_{k}/|X_{k}|} (елементи якої належать компактній одиничній сфері) можна обрати підпослідовність збіжну до деякого елемента X простору S одиничної норми. Без втрати загальності можна вважати {\displaystyle X_{k}/|X_{k}|} такою послідовністю. Але {\displaystyle X_{k}\in S\subset {\mathfrak {g}}} і {\displaystyle |X_{k}|\in \mathbb {R} } задовольняють всі умови означення множини T, тому {\displaystyle X\in T.} Це неможливо оскільки {\displaystyle S\cap T=0.} Тому для деякого k {\displaystyle \phi (\Omega _{S}^{k}\times \Omega _{T}^{k})\cap H=\phi (0\times \Omega _{T}^{k}),} що завершує доведення.